# Unzen (Vulkan)

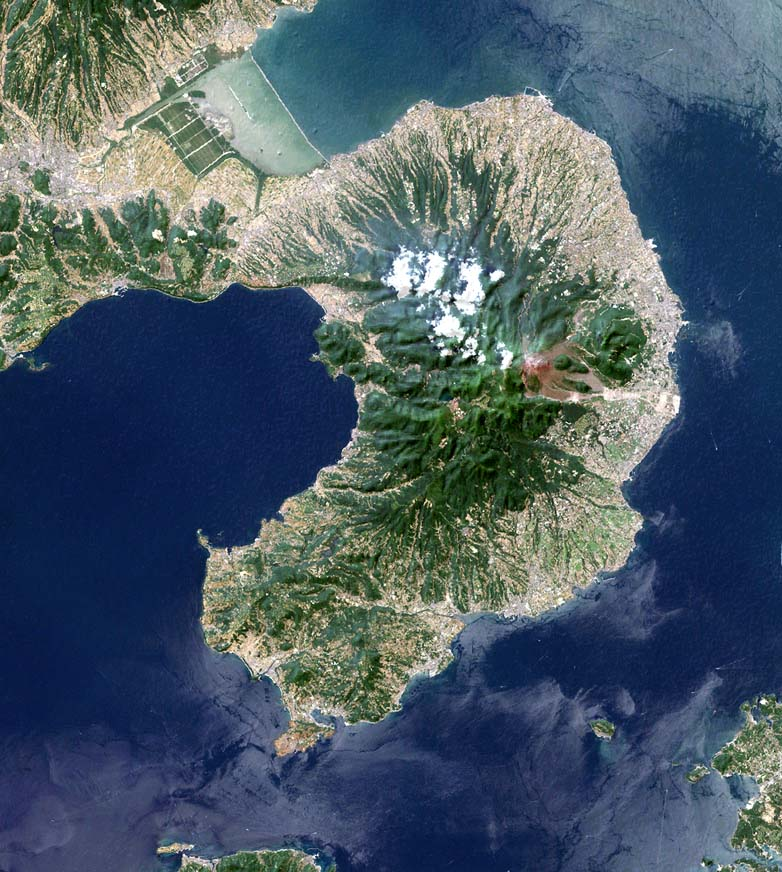
Satellitenaufnahme der Shimabara-Halbinsel mit dem Unzen

Der Unzen (jap. 雲仙岳 Unzen-dake) ist ein Vulkankomplex in Japan. Er besteht aus mehreren Gipfeln von Schichtvulkanen und Kratern und befindet sich nahe der Stadt Shimabara in der Präfektur Nagasaki auf der Shimabara-Halbinsel der Insel Kyūshū. Seine Vulkane zählen zu den
gefährlichsten des Landes.
Derzeit sind der Fugen-dake (普賢岳) mit 1359 Metern und der Heisei-Shinzan (平成新山) mit 1486 Metern die höchsten Gipfel. Letzterer erhielt seinen Namen nach der Zeit seiner Entstehung in den frühen 1990er Jahren. Das war gemäß japanischem Kalender die frühe Heisei-Zeit, die 1989 mit der Thronbesteigung des Akihito-tennō begann.
Bekannt wurde der Unzen hauptsächlich durch seine jüngste Aktivitätsphase von 1989 bis 1995, die eine 197-jährige Ruhephase beendete und in der er Tausende pyroklastischer Ströme produzierte, die das Landschaftsbild umgestalteten. Bei den Ausbrüchen kamen fast 50 Personen ums Leben.

## Topographische und geologische Einordnung
Der Unzen liegt ganz im Südwesten Japans. Auf der Insel Kyūshū liegt im Westen die Shimabara-Halbinsel, in deren Mitte sich der Vulkan befindet. Das Stadtzentrum von Shimabara, dem Hauptort der Halbinsel, liegt 6,7 Kilometer östlich des höchsten Gipfels.
Der Unzen entstand aufgrund tektonischer Aktivitäten dreier Lithosphärenplatten, die vor Japan zusammentreffen. Im Zusammenhang mit dem Vulkan ist vor allem die Subduktion der Philippinischen Platte relevant. Diese schwere ozeanische Platte taucht im südlichen Teil des Japangrabens unter die leichtere kontinentale Eurasische Platte. Der Keil oberhalb des Plattenknicks wird daraufhin infolge von Fluiden aufgeschmolzen, die aus dem Krustenanteil dieser Platte in den Mantel entweichen. Das entstandene Magma besitzt eine geringere Dichte als das umgebende Mantelgestein und steigt aufgrund des Auftriebes vertikal auf. Es sucht sich einen Weg an die Erdoberfläche.
Allerdings befindet sich der Vulkan innerhalb eines in ost-westlicher Richtung verlaufenden Grabensystems und liegt damit genau zwischen einer bereits seit etwa 15.000.000 Jahren aktiven basaltischen Vulkanprovinz im nordwestlichen Kyūshū und dem gut 70 Kilometer südlich gelegenen von der Subduktion hervorgerufenen südwestjapanischen Vulkangürtel nahe Shibahiki. Dieses Grabensystem erweitert sich pro Jahr um etwa 14 Millimeter, während es gleichzeitig um zwei Millimeter absinkt. Vulkanologen sehen diesen Graben als einen Ausläufer des Okinawa-Backarc-Beckens an, welches nach Südwesten entlang der Ryūkyū-Inseln bis in das Ostchinesische Meer reicht. Es entstand durch den so genannten „slab roll-back-Effekt“. Dieser zeichnet sich dadurch aus, dass der Eintauchwinkel der subduzierten Platte steiler wird. Dadurch verlagert sich die Subduktionszone nach Osten („rollt“ also zurück) und die darüberliegende Eurasische Platte wird mitgezogen und gedehnt. Diese Dehnung führt letztlich zur Anlage von Abschiebungen und Gräben und zur Ausdünnung der Kruste. Der darunter liegende Mantelbereich wird druckentlastet, was wiederum die Bildung und den Aufstieg von Schmelzen bewirkt. Den Bereich der Gräben und Abschiebungen bezeichnet man als Backarc-Becken (also als hinter dem Inselbogen gelegen), was den Namen des Beckens erklärt.
Aufgrund seiner Lage ist der Unzen Teil des Pazifischen Feuerrings, eines Vulkangürtels, der sich um nahezu den kompletten Pazifischen Ozean zieht.
Die Laven des Unzen sind sehr dickflüssig und unter dem Namen Dazitlava bekannt. Sie weisen in der Regel einen Siliciumdioxidanteil von knapp 65 Prozent auf und sind reich an flüchtigen Elementen. Da sie nicht schnell abfließen, bilden sie im Gipfelbereich überdurchschnittlich viele Lavadome.

## Geologische Entwicklung

### Geologische Formationen
Die Halbinsel Shimabara ist seit Millionen von Jahren vom Vulkanismus geprägt. Die ältesten vulkanischen Ablagerungen in der Region sind etwa 6 Millionen Jahre alt. Auf dem gesamten Gebiet der Halbinsel ereigneten sich vor 2.500.000 bis 500.000 Jahren ausgedehnte Ausbrüche.
Zu dieser Zeit bildete sich durch Faltung der Erdkruste ein Graben, Teile der Halbinsel versanken bis zu 1.000 Meter tief im Meer. Die Grabenbildung könnte die Ursache dafür sein, dass sich die vulkanische Aktivität an einer Stelle konzentrierte und der Unzen begann, sich in diesem Graben zu bilden. Eruptionen von dazitischer Lava begannen an einem Ort etwas südwärts des heutigen Unzen und verschoben sich mit der Zeit nordwärts.

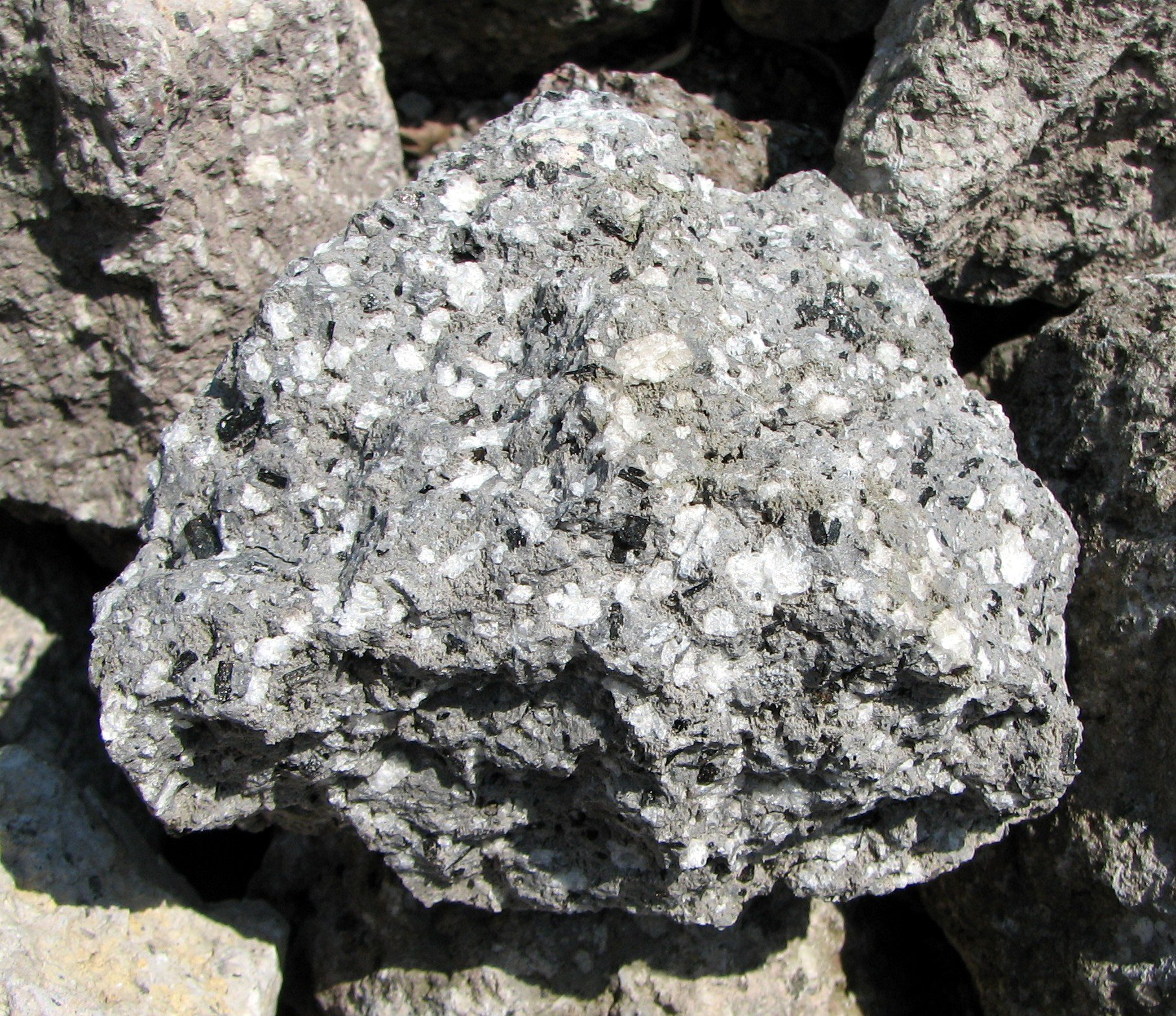
Vulkanisches Gestein mit Basaltnebengesteinsfragmenten vom Unzen

In den ersten 200.000 Jahren wuchs der Vulkan schnell und bildete einen großen Kegel. Spätere Eruptionen in den folgenden 150.000 Jahren füllten einen großen Teil des Grabens aus. Anfänglich war die Aktivität von andesitischer, blockiger Lava und pyroklastischen Surges geprägt, doch vor 500.000 bis 400.000 Jahren änderten sich die Ausbrüche und hatten nun ihnen Schwerpunkt auf dazitischen Laven, pyroklastischen Strömen und aus der Luft ausfallenden Ablagerungen. In der Zeit von vor 400.000 bis 300.000 Jahren hinterließen pyroklastische Ströme und Lahare jene Ablagerungen, die den Hauptteil des den Vulkan umgebenden Fächers von Vulkaniklastika bilden. Vor 300.000 bis 150.000 Jahren lagerten sich mächtige phreato-magmatische Ablagerungen ab, die durch Kontakt heißer Schmelze mit Wasser entstehen, was auf eine rasche Auffüllung des Grabens durch Pyroklastika des Vulkans zu dieser Zeit hindeutet.

Die Aktivität in den letzten 150.000 Jahren fand an einer Anzahl verschiedener Orte des vulkanischen Komplexes statt. Dadurch entstanden mehrere Gipfel (in der Reihenfolge der Höhe, 
):
- Heisei Shinzan (平成新山), 1.483 Meter hoch, 32° 46′ N, 130° 18′ O
- Fugen-dake (普賢岳), 1.359,3 Meter hoch und jünger als 25.000 Jahre, 32° 46′ N, 130° 18′ O
- Kunimi-dake (国見岳) 1.347 Meter hoch, 32° 46′ N, 130° 17′ O
- Myōken-dake (妙見岳), 1.333 Meter hoch und 25.000 bis 40.000 Jahre alt, 32° 45′ N, 130° 17′ O
- Nodake (野岳), 1.142 Meter hoch und 70.000 bis 150.000 Jahre alt, 32° 45′ N, 130° 17′ O
- Kusenbu-dake (九千部岳), 1.062,4 Meter hoch, 32° 47′ N, 130° 16′ O
- Yadake (矢岳), 940,2 Meter hoch, 32° 44′ N, 130° 16′ O
- Mayu-yama (眉山), Lavadom, 4000 Jahre alt
  - Shichimen-san (七面山), 818,7 Meter hoch, 32° 46′ N, 130° 20′ O
  - Tengu-yama (天狗山), 695 Meter hoch, 32° 46′ N, 130° 21′ O
- Takaiwa-dake (高岩岳), 881,0 Meter hoch, 32° 43′ N, 130° 16′ O
- Azuma-dake (吾妻岳), 869,8 Meter hoch, 32° 47′ N, 130° 15′ O
- Torikabuto-yama (鳥甲山), 822,0 Meter hoch, 32° 47′ N, 130° 16′ O
- Takadake (高岳), 771,1 Meter hoch, 32° 44′ N, 130° 14′ O
- Maidake (舞岳), 703 Meter hoch, 32° 47′ N, 130° 17′ O
- Iwatoko-san (岩床山), 694,4 Meter hoch, 32° 44′ N, 130° 18′ O
- Hachimaki-yama (鉢巻山), 638,1 Meter hoch, 32° 48′ N, 130° 14′ O

Am Fugen-dake, der nur etwa sechs Kilometer vom Zentrum der Stadt Shimabara entfernt liegt, fanden in den letzten 20.000 Jahren die meisten Eruptionen statt.

### Aktivitäten bis 1990
Die erste dokumentierte und beobachtete Eruption des Unzen datiert von 1657 und dauerte mit kurzen Unterbrechungen bis 1663. Seinen heftigsten Ausbruch in historischen Zeiten erlebte der Vulkan am 21. Mai 1792 mit einem großen dazitischen Ausfluss vom Fugen-dake. Nach dem scheinbaren Abschluss des Ausbruchs kollabierte infolge eines Erdbebens die Ostflanke des Mayuyama unerwartet. Die daraus resultierende Lawine rutschte mit bis zu 200 km/h in den Ozean und löste einen 20 Meter hohen Tsunami aus, der die Stadt Shimabara nahezu vollständig zerstörte und mehr als 15.000 Menschen das Leben kostete. Dies war die bis heute folgenreichste geologische Eruption in Japan.

### Aktivitätsphase von 1990 bis 1995
Nach der großen Eruption von 1792 galt der Unzen als temporär inaktiv. Im November des Jahres 1989 zeigten sich erstmals wieder seismische Aktivitäten in der Nähe des Vulkans, als in einer Tiefe von 20 Kilometern unter der Bucht von Chijiwa – etwa zehn Kilometer westlich des Berges – schwache Erdbebenschwärme registriert wurden. Deren Hypozentrum wanderte mit der Zeit ostwärts, bis es im Juli 1990 unter dem Fugen-dake lag. Unmittelbar darauf verzeichneten die Messstationen den ersten vulkanischen Tremor. Tremore sind regelmäßige Erdstöße, die durch den Aufstieg von Magma oder die Schwingung von Gasen in den Vulkanschloten erzeugt werden. In den Monaten zwischen August und November 1990 intensivierten und häuften sich sowohl die Erdbeben als auch die Anzahl der Tremore. Die japanischen Vulkanologen vor Ort rechneten mit einem Ausbruch.

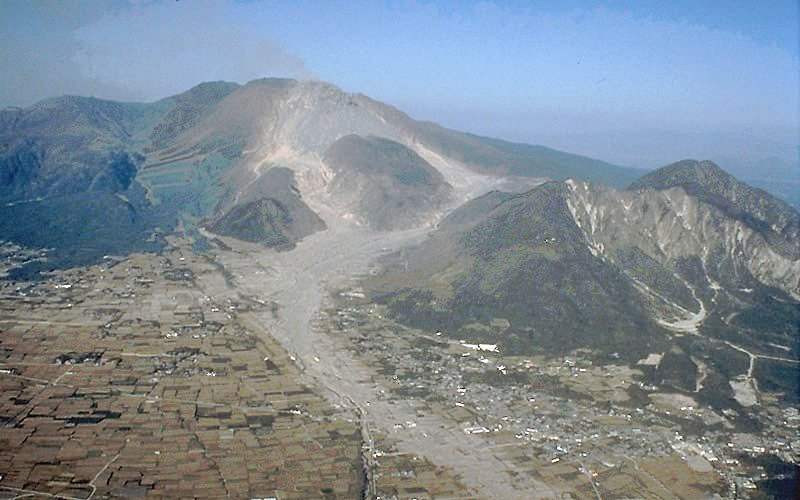
Der Unzen aus leicht südöstlicher Blickrichtung. Zu sehen sind ausgedehnte erkaltete pyroklastische Ströme und Lahar-Ablagerungen.

Die erste phreatomagmatische Eruption ereignete sich am 17. November. Im Zuge dieser Aktivität bildeten sich zwei kleine temporäre Krater. Nach Beendigung der kurzen Eruption bildete man ein Komitee, welches die Überwachung und die Maßnahmen zum Schutz der Bevölkerung organisieren sollte. Während im Dezember kaum Aktivitäten festgestellt wurden, verstärkten sie sich ab Januar 1991 erneut. Am 12. Februar kam es am Nachmittag zu einer erneuten, diesmal stärkeren, phreatomagmatischen Eruption aus einem neu entstandenen dritten Krater, nachdem sich bereits vormittags neue Fumarolenfelder am Hang gebildet hatten. Durch die sich verstärkende Tätigkeit des Unzen alarmiert, entwickelten die Behörden einen Plan zur Evakuierung von 16.000 Menschen, die in der Gefahrenzone (im Umkreis von zehn Kilometern vom Berg) möglicher pyroklastischer Eruptionen lebten.
Die Eruptionen hielten abgeschwächt durchgehend bis zum 29. März an und erreichten vorerst nicht die Stärke vom Februar. Dies änderte sich zur Monatswende März/April, als sie sich erneut verstärkten. Im April blieb die seismische Tätigkeit des Unzen nahezu unverändert. Zu Mitte des Mai jedoch maßen die Wissenschaftler unter dem Berg eine Zunahme der Erdbeben und Tremore. Am 15. Mai ergoss sich ein erster Lahar – ausgelöst durch Regenfälle, welche sich mit den dünnen Ascheablagerungen verbunden hatten – ins Tal des Flusses Mizunashi (in den nächsten Wochen bildeten sich noch weitere Schlammflüsse). Daraufhin begann die Evakuierung der Bevölkerung. Fünf Tage später, am 20. Mai, schob sich im flachen Jigokuato-Krater ein erster Lavadom empor.
Ihm sollten noch viele weitere folgen. Der Dom wuchs begleitet von Erdstößen rasch und hatte schon bald den Kraterrand erreicht, über den er hinauswuchs. So war bald der gesamte Gipfel des Unzen von ihm überzogen. Die Zerstörung des Doms begann am 26. Mai, als ein kleines Stück von ihm abbrach und die vorher zusammenhängende blasenerfüllte Lava in viele kleine heiße Schmelzfragmente zerbrach, die an der Bergflanke einen primären pyroklastischen Strom erzeugten, welcher eine Länge von 2,5 Kilometern erreichte.
Gegen Ende des Monats bildeten sich am Vulkan innerhalb nur eines Tages 35 pyroklastische Ströme. Zwar waren die meisten von ihnen nahezu unbedeutend klein, doch die außergewöhnliche Häufung dieses ansonsten eher seltenen Phänomens ließ nun auch vermehrt europäische Vulkanologen auf die Tätigkeiten des japanischen Berges aufmerksam werden. Viele reisten nur wenige Tage später an und schlugen ihr Lager gemeinsam mit Journalisten und Fotografen am Fuß des Berges in der evakuierten Zone auf.

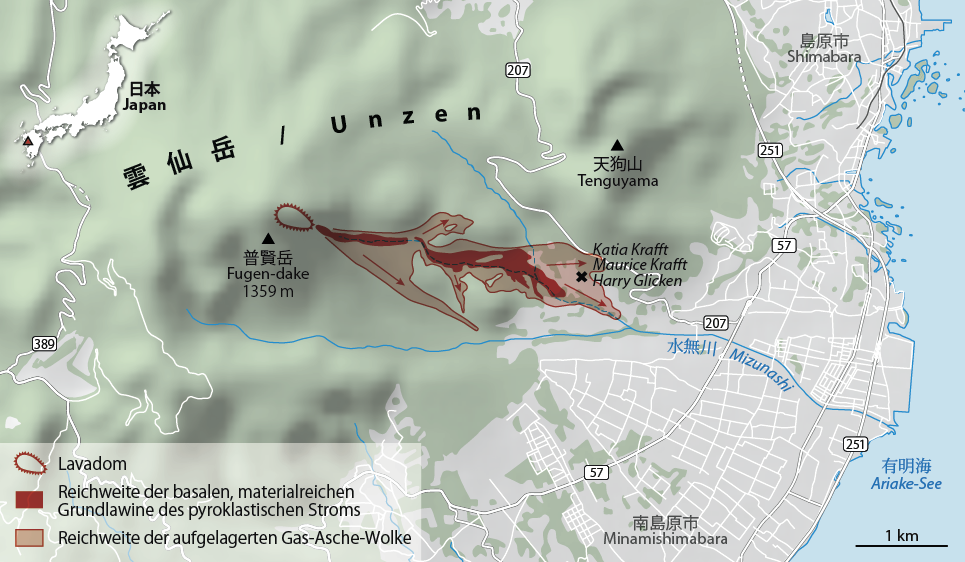
Übersichtskarte zum pyroklastischen Strom des Unzen vom 3. Juni 1991.

Am 3. Juni begann der lang erwartete Ausbruch des Unzen. Dieser war möglicherweise das Ergebnis einer Druckentlastung der Magmasäule nach einem Erdrutsch im Krater. Der Vulkan stieß Aschewolken aus. Es bildete sich ein pyroklastischer Strom von bis dahin am Unzen weder aufgezeichnetem noch beobachtetem Ausmaß. Er bediente sich für seinen Lauf des Flusstals des Mizunashi. Da dieses aber durch die bereits im Mai abgegangenen Lahare nahezu aufgefüllt war, sprang der Strom auf benachbarte Täler über. Dabei starben 43 Wissenschaftler und Journalisten, die mit Autos von ihrem Lager in die ihrer Meinung nach sicheren Täler aufgebrochen waren. Unter den Opfern waren auch die damals bekanntesten Vulkanologen überhaupt: Das französische Ehepaar Katia und Maurice Krafft sowie der Amerikaner Harry Glicken. Ihre Kollegen konnten vom Stützpunkt aus den Lauf des pyroklastischen Stromes verfolgen, ehe dieser nach 4,5 Kilometern zum Stillstand kam.
Die Evakuierung der Anwohner, die in mehreren Schritten abgelaufen war, konnte am 7. Juni ohne Zwischenfälle abgeschlossen werden. Am darauffolgenden Tag übertraf ein weiterer pyroklastischer Strom der sich vom Lavadom gelöst hatte die Reichweite des Stromes vom 3. Juni um einen Kilometer. Er wälzte sich – wie alle bisherigen ebenfalls – den Osthang des Unzen hinab. Am 9. Juni bemerkten die Geologen vor Ort, dass sich am Rand des ersten ein zweiter Lavadom ausgebildet hatte. Aus diesem gingen in den folgenden Monaten neue pyroklastische Ströme hervor. Am 11. Juni eruptierte ein Teil dieses neuen Doms. Durch diese Explosion wurden Bimssteine bis in die nahe Küstenstadt Shimabara geschleudert. Der dortigen Bevölkerung wurde geraten, in ihren Häusern zu bleiben. Am 17. Juni ging nach einer erneuten starken Eruption ein Ascheregen über der 9,7 Kilometer südwestlich des Berges, auf der anderen Seite der Shimabara-Halbinsel an der Küste gelegenen Stadt Obama (heute: Unzen) nieder.
Drei Jahre lang füllte die Lava kontinuierlich die Gipfelkrater auf und bis 1994 wurden elf weitere Lavadome beobachtet, welche in dieser Zeit für mindestens 10.000 kleine bis winzige pyroklastische Ströme verantwortlich waren, die nun neben der Ost- auch die Nord- und die Südflanke hinunterglitten.

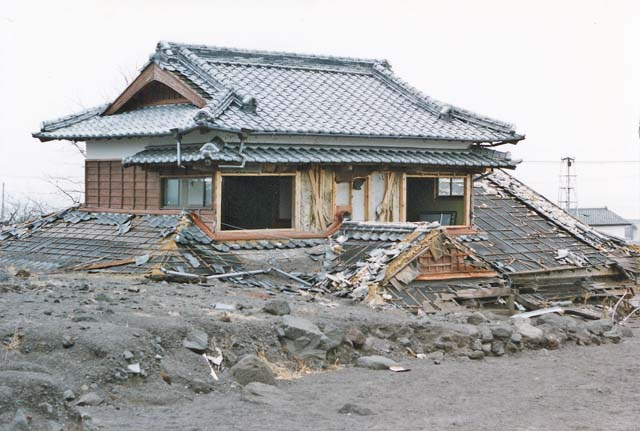
Ein durch den Ausbruch von 1991 zerstörtes Haus

Ab 1993 ließ der Lavaausstoß allmählich nach und zur Mitte des Jahres 1994 verlangsamte sich die Aufwölbung des elften Lavadoms signifikant. Ein Jahr darauf, im Sommer 1995, ließen die nur noch vereinzelten Eruptionen nach und klangen schließlich ganz ab. Die Oberflächentätigkeit des Vulkans wurde solfatarisch. Trotz der Beruhigung registrierte man weiterhin mehrere Dutzend Erdbeben und einige Tremore pro Monat.
Zwischen der ersten und der letzten an der Oberfläche sichtbaren vulkanischen Tätigkeit waren während dieser Ausbruchsphase gut viereinhalb Jahre vergangen. Während dieser Zeit wurden etwa 2.000 Häuser zerstört. Außer den 1991 ums Leben gekommenen Wissenschaftlern forderte der Ausbruch jedoch dank guter Schutz- und Evakuierungsplanung keine weiteren Opfer. Seit dem Ende der Eruptionen haben heftige Regenfälle regelmäßig pyroklastisches Material in Bewegung gesetzt und neue, wenn auch kleinere, Schlammlawinen ausgelöst.
Der Unzen selbst hat sein Gesicht gravierend verändert. War er vor 1990 ein zugewachsener grüner Berg, ist seine Gipfelregion heute aufgrund der zahlreichen abgegangenen pyroklastischen Ströme und Lahare kahl und wüst. Besonders stark ist die Ostflanke betroffen. Dort zieht sich die vegetationslose Zone bis hinab in die Täler, in welchen zum Teil noch heute meterhoch erhärtete vulkanische Ablagerungen liegen und keine Pflanzen wachsen. Viele Quadratkilometer Ackerland rund um den Vulkan sind auf Jahre hinaus unnutzbar und mehrere Tausend Menschen mussten umgesiedelt werden. Einige konnten bis heute nicht in ihre Heimat zurückkehren.

## Erforschung und Überwachung des Vulkans

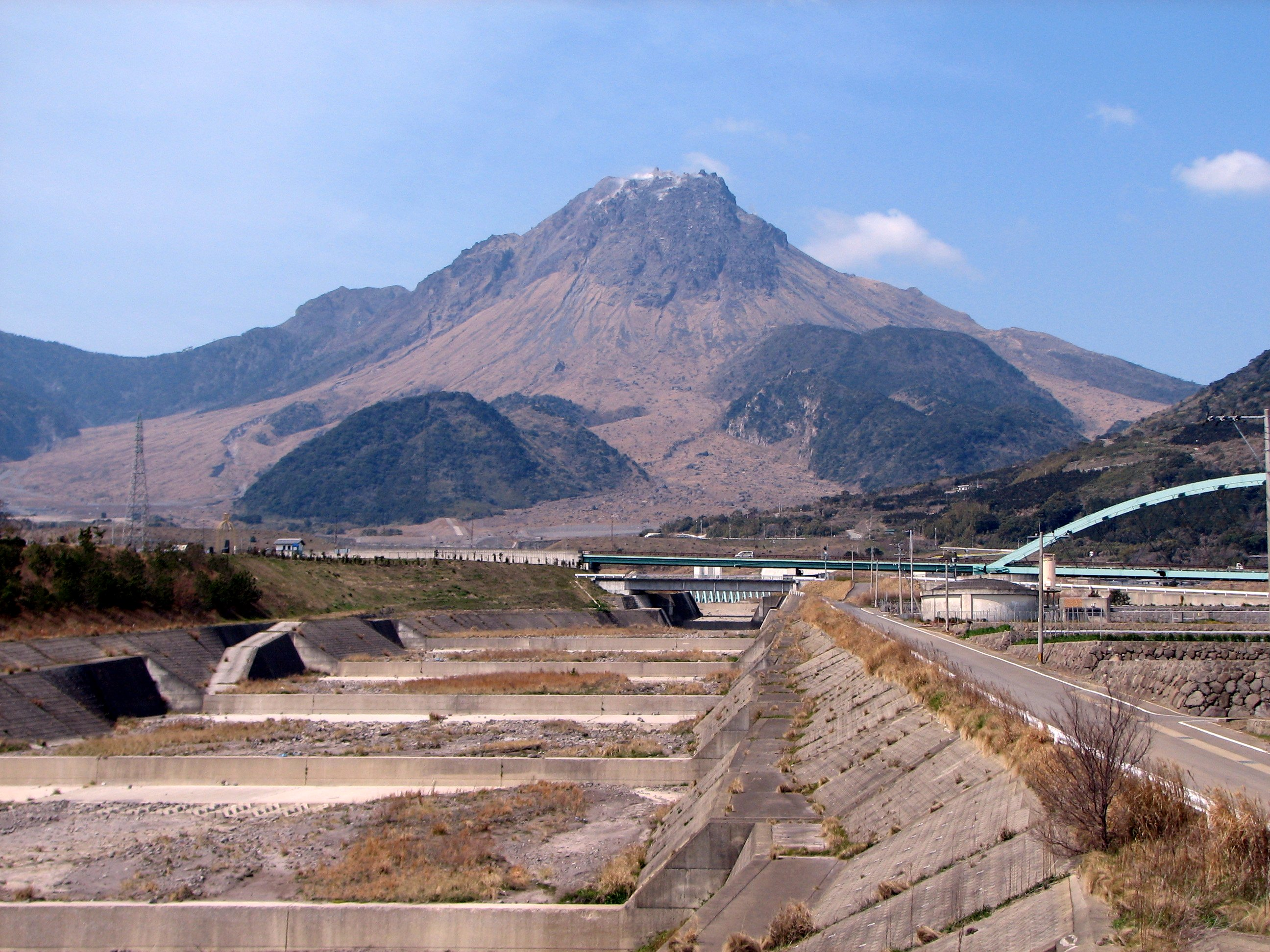
Das Foto von Anfang 2007 zeigt einen betonierten Abflusskanal mit dem Fugen-dake im Hintergrund und dem nahen Shimabara im Rücken. Die Blickrichtung ist gen Westen.

Der Unzen gilt als einer der am besten erforschten und überwachten Vulkane der Welt. Über ihn zieht sich nicht erst seit den jüngsten Ausbrüchen ein Netz aus Seismographen und anderen geophysikalischen Messstationen. Zudem befindet sich an seinem Sockel ein Vulkanobservatorium.
Der Vulkan wurde bereits 1991 im Rahmen der „Internationalen Dekade zur Bekämpfung von Naturkatastrophen“ der Vereinten Nationen zu einem der 16 Vulkane des Jahrzehnts erklärt. Dies wurde mit seiner Geschichte heftiger Ausbrüche und seiner Lage in dicht besiedeltem Gebiet begründet.
Zum Schutz Shimabaras aber auch der kleineren Dörfer nahe dem Berg vor weiteren pyroklastischen Strömen, begann man nach dem Ausbruch damit, an der Ostflanke betonierte Auffangkanäle anzulegen. Diese setzen an den Enden der alten pyroklastischen Ablagerungen an und sollen bei einem erneuten Ausbruch neue Ströme kontrolliert lenken. Die zwei Hauptkanäle treffen in einem knapp 600 Meter weiten Becken zusammen. Von dort führt der Abfluss weiter durch Shimabara und ins Meer. Jedoch sind nicht die ganzen Strecken bis zum Sammelbecken ausgeschachtet. Zum Teil dienen auch lediglich hohe Betonwände als Schutz, die die Ströme in der Bahn halten sollen. Der längste Kanal hat vom Hang bis zum Ozean eine Länge von gut 5,8 Kilometern.
1999 wurden Pläne entwickelt, eine Bohrung in das Innere des Vulkans niederzubringen. Dabei wollte man bis in den Schlot vorstoßen und Magma vom vier Jahre zurückliegenden Ausbruch sammeln. Zusätzlich sollten einige grundlegende Fragen der Vulkanologie geklärt werden, wie etwa
- warum das Magma wiederholt die gleichen Kanäle benutzt, obwohl diese am Ende eines jeden Ausbruches durch erkaltetes Gestein verstopft sind und
- wie das Magma auf seinem Aufstieg genug Gas verlieren kann, um beim Herausfließen zu erstarren, anstatt zu explodieren.

Interessant war für die Forscher auch die Tatsache, dass man während des Ausbruchs von 1990 bis 1995 kaum Gase in der Lava des Unzen gefunden hatte. Man vermutete, dass diese während des Aufstieges im Schlot verblieben sind.
Das Vorhaben, das unter der Leitung des Geologen Setsuya Nakada von der Universität Tokio durchgeführt wurde, barg jedoch zahlreiche Risiken. Noch nie war ein tätiger Vulkan angebohrt worden und die Wissenschaftler konnten sich nicht sicher sein, nicht auf eine Gasblase zu stoßen und so einen erneuten Ausbruch zu provozieren.
Man vermutete im Schlot Temperaturen von bis zu 600 °C. Um einem Schmelzen der Bohrgestänge vorzubeugen, wurden diese permanent mit Kühlflüssigkeit gekühlt, welche von mit Dieselmotoren angetriebenen Pumpen in die Tiefe befördert wurde. Zunächst begannen die Testbohrungen, um die Machbarkeit eines tiefen Bohrloches zu prüfen. Es wurden zwei Löcher mit 750 Metern und 1.500 Metern Tiefe niedergebracht. Die gewonnenen Bohrkerne wurden verwendet, um die Eruptionsgeschichte des Unzen besser verstehen zu können. Ein weiteres, 350 Meter tiefes Loch wurde genutzt, um Methoden für das eigentliche Tiefbohrprojekt zu erproben.
Die eigentliche Hauptbohrung, für die 60 Bohrstangen à 30 Metern Länge bereitstanden, begann im Februar 2003 an der Nordflanke des Vulkans. Die Bohrung hatte einen Durchmesser von 44,5 Zentimetern und führte zunächst in einem Winkel von 25° von der Senkrechten in den Vulkan. Schon bald stellte man fest, dass das Innere des Berges sehr zerklüftet sein musste, denn das Kühlwasser des Bohrers versickerte nach einiger Zeit. Dieser Umstand führte schließlich zu einer viermonatigen Unterbrechung des Projektes, da den Verantwortlichen das Geld ausgegangen war. Nach der Wiederaufnahme der Bohrung schwenkte man den Bohrkanal in größeren Tiefen in Richtung des Eruptionskanals und erreichte bei 800 Metern Tiefe eine Neigung zur Senkrechten von 75°. Als man die geplante Bohrtiefe von 1.800 Metern erreicht hatte, war man noch nicht auf den Schlot getroffen. Diesen erreichte man erst im Juli 2004 bei einer Bohrungslänge von 1.995 Metern (andere Quellen sprechen von 1.550 Metern). Die Tiefe unter dem Gipfel betrug zu diesem Zeitpunkt 1.500 Meter. Die Bohrung war damit abgeschlossen, doch die Untersuchungen liefen erst an.
Erstaunlicherweise lag die Temperatur im Schlot nur bei etwa 155 °C. Als Gründe hierfür führten die Geologen eine starke Verästelung des Ausbruchskanals an, sodass die kleineren Mengen Magma schneller hätten abkühlen können. Wie erwartet fand man im Schlot sehr viel Gas, sowohl in Form von Einschlüssen als auch als Gasblasen. Diese stellten jedoch keine Gefahr für die Bohrung dar. Die Forscher vermuten zudem, dass das poröse Gestein die Entgasung des Magmas ins Freie beschleunigt. Dies würde den niedrigen Gasgehalt des Magmas erklären.
Die aus dem Inneren des Unzen gewonnenen Bohrkerne wurden in einem Labor in Japan untersucht und ausgewertet. Gesteinsproben sollen nun an Vulkanologen in der ganzen Welt verschickt werden.

## Religiöse und touristische Bedeutung
Die ersten Siedlungsspuren in der Gegend um den Unzen datieren aus dem Jahre 701. Zu dieser Zeit gründete der berühmte buddhistische Mönch Gyōki am Fuße des Berges den Tempel Manmyō-ji (満明寺). Der Einflussbereich des Tempels erweiterte sich stetig und schon bald war er unter dem Namen „Koya-san im Westen“ bekannt (Koya-san ist eine südlich von Osaka gelegene Tempel- und Klosteranlage). Zeitweilig lebten über 1.000 Mönche in Askese in den Gemäuern. Der Manmyō-ji fiel während des Shimabara-Aufstandes von 1637 einer Brandstiftung zum Opfer, konnte aber bereits zwei Jahre später wieder aufgebaut werden und steht noch heute an den Hängen des Unzen.
Im Altertum hieß der Berg laut dem Hizen no Kuni Fudoki Takaku-mine (高来峰). Er wurde aber schon in der Anfangszeit des Tempels, mindestens seit dem frühen 8. Jahrhundert als Unzen-zan, bezeichnet, jedoch in der Schreibweise 温泉山. Diese bedeutet „Berg der heißen Quellen“.

### Religion
Dieser Name leitet sich von der Unzen-jigoku, der Unzen-Hölle, her, welche unterhalb der Krater des Unzen, an den Flanken des Berges, liegt. Hierbei handelt es sich um ein weites Feld aus Fumarolen, Thermalquellen und heißen Schlammkesseln, welche zum Teil Temperaturen von weit mehr als 100 °C erreichen und schwefelhaltige Dämpfe ausstoßen. Die dortige Landschaft hat im Laufe der Jahrhunderte bedingt durch die mineralischen Ablagerungen eine kreideweiße Farbe angenommen, die entfernt an die erkalteten Laven des Ol Doinyo Lengai in Tansania erinnert. Das Gebiet, in dem außer Kiefern kaum Vegetation vorhanden ist, ist ein bevorzugter Lebensraum für Raben.

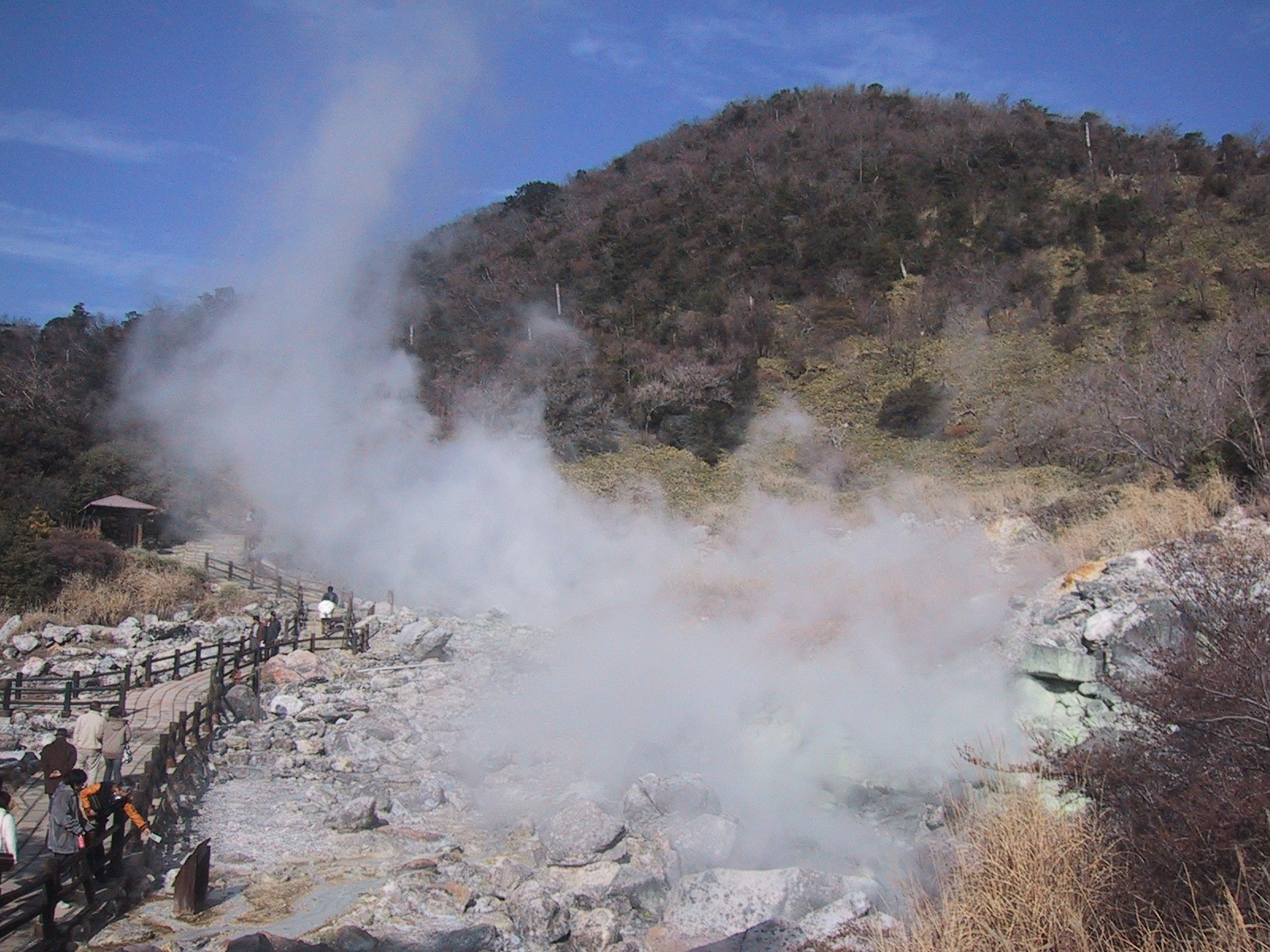
Die Unzen-jigoku (die Unzen-Hölle)

Im 16. Jahrhundert war die Unzen-jigoku der Schauplatz zahlreicher Folterungen von Anhängern des christlichen Glaubens und Kriminellen. Nach dem Verbot des Christentums in Japan sollen auch etwa 30 Christen in besonders heißen Quellen verbrannt worden sein. Zum Gedenken an diese grausamen Taten wurde auf einem Felsen ein schlichtes Holzkreuz aufgestellt.
Den Einheimischen gilt der Unzen nach wie vor als heiliger Berg. Aus diesem Grunde standen sie auch dem Bohrprojekt zunächst sehr kritisch gegenüber, da sie es für falsch hielten, den Vulkan in seiner gerade wiedererlangten Ruhe zu stören. Deshalb musste ein Shintō-Priester hinzugezogen werden. Er erteilte dem Unzen seinen Segen und willigte anschließend in die Bohrung ein.

### Tourismus und Naturschutz
1693 ordnete der aus Shimabara stammende Feudalherr Tadafusa Matsudaira an, dass die Umwelt in der Umgebung des Vulkans geschützt werden müsse. Er verbot die Tötung sowohl von Vögeln als auch von bodenlebenden Tieren in diesem Gebiet sowie das Pflücken von wildwachsenden Azaleen. Mehr als zwei Jahrhunderte später erklärte man die Gegend um den Unzen am 16. März 1934 zum Unzen-Amakusa-Nationalpark. Dieser erste Nationalpark Japans schließt bei einer Ausdehnung von 28.289 Hektar auch einige der Amakusa-Inseln mit ein.
Bereits im Jahr 1653 eröffnete Zenzaemon Kato mit dem Enreki-yu das erste Heilbad in der Unzen-jigoku. Es bot heiße Dampfbäder für Kranke an. Heutzutage werden etwa 30 Thermalquellen und Fumarolen in der Unzen-jigoku kommerziell genutzt und unter dem Namen Unzen-Thermen zusammengefasst. Wanderwege führen durch die dampfende Landschaft.
Zwar musste die Touristenindustrie bedingt durch die Ausbrüche von 1990 bis 1995 mehrere Rückschläge verkraften – wie etwa die Zerstörung der Infrastruktur, massive Landschaftsveränderungen sowie Beeinträchtigung der Möglichkeiten von Führungen –, doch inzwischen ist das Gebiet um den Vulkan wieder so gut für den Tourismus erschlossen wie zuvor. Das beliebteste Angebot für Reisende ist die Fahrt hinauf zum Krater Fugen-dake. Diesen erreicht man nach dreiminütiger Fahrt mit einer Luftseilbahn vom Nitta-Pass aus. Darüber hinaus besteht die Möglichkeit auf den gleichnamigen Gipfel zu wandern. Von dort kann man bei klarem Wetter bis zum 76 Kilometer entfernten Vulkan Aso blicken.